# Genushistoria
Genushistoria, den del av historievetenskapen som studerar genus som social konstruktion. Genushistoriker studerar såväl individer som organisationer, ideologier och identiteter. Ett stort genombrott var när den amerikanska historikern Joan Kelly-Gadols i sin artikel "Did Women have a Renaissance?" från 1977, ifrågasatte epokindelningen i västerländsk historia. Hon visade på att renässansen ledde till större frihet för män, medan kvinnor ofta fick mindre frihet om man jämför med medeltiden.

## Genomslag

### 'Fribrytning' från kvinnohistoria
I början på 1990-talet var rösterna många som förespråkade en övergång från kvinnohistoria till genushistoria. Joan Scott hade 1986 i sin artikel "Gender: A Useful Category of Analysis" argumenterat för att man inte kunde undersöka enbart kvinnors förflutna, eftersom kvinnor endast existerade i relation till män. I Sverige introducerades begreppet genus som historievetenskapligt verktyg av Yvonne Hirdman i en artikel i Kvinnovetenskaplig tidskrift 1988.

### Kritik
Övergången gick dock inte helt utan motstånd. Somliga ansåg att detta tankesätt bara var menat att tilltala män inom disciplinen, då det upplevdes antyda att kvinnors historia inte kunde diskuteras utan dem.  Betydligt senare, år 2005 ställde sig två forskare, Joanne Bailey (Cambridge University) och John Arnold (University of London), frågan om uppkomsten av genushistoria gömmer kvinnor från historien återigen (ursprungligen: "Is the rise of gender history 'hiding' women from history once again?"). Artiklarna publicerades i den åttonde utgåvan av History in Focus, kallad "Gender", från Institute of Historical Research i London. Slutsatsen i Baileys artikel uttryckte att det fanns större möjlighet att synliggöra kvinnor i historien nu när genus etablerats som en egen disciplin, men hon underströk också vikten av att säkerställa  kommunikation och samarbete mellan kvinnohistoriker och genushistoriker. Arnold å andra sidan lutade sig mot arbete av Judith Butler, som sade att genus som koncept är "ostabilt" och "flytande", och inte kan ses isolerat, enbart strukturellt, vilket enligt Arnold skulle innebära att 'kvinnor' inte har någon separat mening från 'män' i den kontexten. Utifrån detta drog han följande slutsats:
If the 'women' we imagine 'recovering' from the medieval past are women seen as easily separable from the men around them, experiencing a notably different kind of life by dint of their femaleness, and possessed of a stable core of womanhood, then, yes, gender history is hiding these women.

## Genus i tekniken
Teknik är något som historiskt sett kopplats samman med maskiner inom industrin och militären, områden som dominerats av män, vilket resulterade i att teknik kodades som maskulint. Starkt bidragande var den kraftigt mansdominerade ingenjörskonstens snabba framväxt under 1800- och 1900-talen som ledde till att de allra flesta arbeten där maskinhantering ingick, innehades av män. Då Sverige inte var delaktig i varken första, eller andra världskrigen så fick kvinnor heller inte chansen att ta över männens roller i ingenjörsvetenskap, tung industri eller vapentillverkning. Det ledde till att det saknades möjligheter att få någon start i kunskap eller erfarenhet till att jobba i dessa tekniska yrken, förutom via en utbildning.
Mer tydligt i nutiden är kopplingen mellan att exponeras för teknologi tidigt i livet parallellt med vilken väg man går i sin högre utbildning. Val av leksaker eller lekar i tidigt skede av livet kan också rikta individen mot vilken utbildning den senare kommer göra, där pojkar ofta utvecklar teknisk kunskap och färdigheter, medan flickor utvecklar kommunikativa förmågor och ‘känslomässig läskunnighet’. Pojkar leker med bilar, flygplan eller sport liknande leksaker, medan flickor leker med olika typer av dockor eller böcker. Detta lär barnen tidigt vilken roll deras leksaker kräver från dem där flickor blir omhändertagande, medan pojkar blir tekniska och problemlösare. Det fortsätter med kulturen som tycker att samhället ska vara uppbyggt där männen löser problem och kvinnorna tar hand om hemmet.

### Ingenjörsutbildningen och kvinnor
Då ingenjörsyrket sågs som ett manligt yrke med mycket maskinhantering och hög utbildningsnivå, kom kvinnor i skymundan. Utbildningen på KTH (Kungliga Tekniska Högskolan) siktade på att förbereda män i deras framtida karriärer med fokus på att utveckla deras yrkesmässiga rörlighet (förmågan att gå mellan tjänster och positioner) samt sällskaplighet som sågs som väldigt maskulin vilket då gjorde att kvinnor sågs olämpliga att studera till ingenjör. Tillsammans med att det sågs som en tuff utbildning så ansågs man skydda kvinnor från att ge upp sin ‘rena kvinnlighet’. Även efter det att utbildningen officiellt tog emot kvinnliga ansökningar 1921, så var skolans informella, kulturella budskap riktat mot unga män där de erbjöd dessa en högre utbildning för att slutligen hamna i den samhälleliga eliten.

### Mejeriindustrin
Ett undantag var mejeriindustrin där majoriteten av maskinhanteringen i slutet på 1800-talet och början av 1900-talet sköttes av kvinnor, 'mejerskor'. Även här skedde dock ett skifte. Då tekniken utvecklades och mejeripersonalen inte längre behövde vara i direkt kontakt med den (för män) tabubelagda mjölken, ersattes 'mejerskan' gradvis av 'mejeristen'. Vid 1940-talets början var över två tredjedelar av alla mejeriarbetare i Sverige män.